# Rhizoecus americanus
Rhizoecus americanus är en insektsart som först beskrevs av Hambleton 1946.  Rhizoecus americanus ingår i släktet Rhizoecus och familjen ullsköldlöss. Inga underarter finns listade i Catalogue of Life.